# Plomberie
 (avril 2012).
 (janvier 2025).

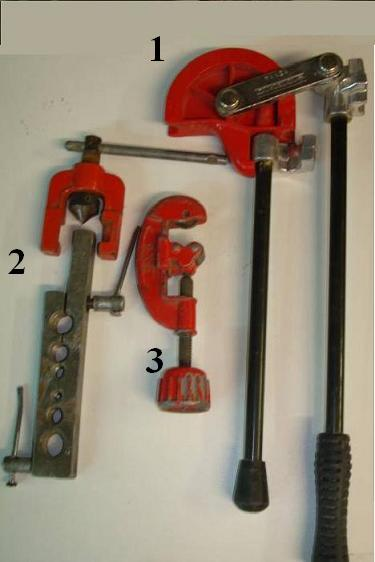
Outils de plomberie.
1 : cintreuse.
2 : matrice à collets battus.
3 : coupe tube.

La plomberie est une spécialité de l'ingénieur en mécanique appliquée au bâtiment et du plombier spécialisé, regroupant l'ensemble des techniques utilisées pour faire circuler des fluides (liquide ou gaz) à l'aide de tuyaux, tubes, vannes, robinets, soupapes, pompes aux différents points d'usage d'une installation. Le mot a pour origine le terme latin pour plomb (plumbum) et provient de l'utilisation de ce métal malléable pour réaliser les installations de plomberie au cours des siècles précédents.
Ces techniques se sont améliorées au fil du temps grâce à l'évolution des connaissances scientifiques et à leur mise en application. Les premières applications systématiques de la plomberie ont été la mise en service de la gravité et des premières pompes, en agriculture, pour l'irrigation au moyen de pentes et de fossés.

## Histoire et objectif

### Antiquité
Les Babyloniens ou les Perses : les premières villes fortifiées ont développé des systèmes d'aqueduc qui permettaient de subir des sièges prolongés par l'utilisation de rivières souterraines.
Les villes des Sumériens (comme Haran) présentaient parfois des systèmes d'égouts et d'alimentation en eau individuels. Les Incas, les Chinois et plusieurs peuples asiatiques ont développé les plateaux de culture étagés le long des pentes des régions montagneuses avec l'installation de systèmes d'irrigation sophistiqués qui sont les précurseurs des aqueducs.
Les Égyptiens ont développé des systèmes d'irrigation (des fossés) alimentés par des pompes manuelles constituées d'une perche avec contrepoids à laquelle était fixée une peau attachée comme récipient pour élever l'eau jusqu'au début du fossé d'irrigation des cultures. Les Égyptiens auraient aussi développé l'utilisation de tubes de cuivre pour la distribution de l'eau dans certains temples ;  Un tube de cuivre datant d'environ 2 750 av J.-C. est présenté au musée de Berlin, et il en existe un exemple provenant d'un temple proche de la pyramide de Sahourê à Abousir.
Les Grecs : déjà Archimède inventa une des premières pompes à vis qui porte encore son nom de nos jours (vis d'Archimède). Cette pompe alimentait les fossés pour l'irrigation agricole.

#### Antiquité romaine
Les Romains construisirent des systèmes d'égouts souterrains (comme le Cloaca Maxima) sous les voies carrossables et des aqueducs qui allaient chercher l'eau potable nécessaire à la vie à des sources élevées, et à de très grandes distances des villes desservies.
Outre ces aqueducs, les ingénieurs romains ont créé des systèmes complexes de distribution d'eau par gravité, qui se terminaient à l'intérieur des villes par l'alimentation des fontaines et des bains publics "les thermes" qui ont permis une nette évolution dans la propreté sanitaire des personnes. L'évolution des techniques de distribution de l'eau au moyen de tuyaux de plomb soudés a probablement compté pour une part dans la déchéance de la civilisation romaine, en raison de la maladie générée par le plomb (voir saturnisme).
Les historiens disposent de peu de documents décrivant précisément le système de plomberie ou évoquant les dates de son installation. Mais les couches de sédiments déposés en aval des sorties d'égouts, sédiments qui ont saisonnièrement et annuellement enregistré les variations de teneur en différents métaux. Des chercheurs ont récemment étudié 177 échantillons prélevés dans la colonne des sédiments portuaires d'une ancienne zone portuaire romaine (Ostie, le premier port de la ville antique de Rome) en aval d'un exutoire d'égout romain. Par datation au radiocarbone ils ont pu dater chaque couche sédimentée. Ces analyses ont mis en évidence une forte augmentation de la concentration de plomb en aval de l'exutoire portuaire de ces anciens égouts.
Cette étude (publiée en 2017) apporte trois informations historiques nouvelles et d'importance : 
1. c'est au cours du second siècle avant J.C. (c'est-à-dire 300 ans après la construction du grand aqueduc) que les canalisations de plomb de cette ville ont été installées. Durant trois siècles les Romains ont bu de l'eau de fontaine sans plomb, puis durant un siècle (de guerre et de décadence selon les historiens) nombre d'entre eux ont bu de l'eau acheminée par des tubulures de plomb soudé[4]. Une première découverte est que ces tuyaux ont irrigué la ville en eau (polluée) considérablement plus tôt que ne le pensaient jusqu'alors les historiens (environ 150 ans plus tôt) au vu des preuves archéologiques disponibles concernant les tuyaux de plomb installés dans l'Empire romain[4]. Les analyses isotopiques montrent qu'il ne s'agit pas de plomb d'origine "naturelle"[4] ;

1. Une seconde information nouvelle est qu'un siècle après l'installation de ce réseau de distribution en plomb, le taux de plomb a nettement diminué dans le sédiment du port, traduisant une panne ou un abandon partiel du système d'alimentation et/ou d'évacuation des eaux[4]. Ce calendrier rétrospectif est cohérent avec les dates connues des guerres civiles romaines à cette époque, qui ont sans doute contribué à faire négliger l'entretien des canalisations[4] ;
2. Le troisième apport de cette étude est qu'elle apporte des éléments de preuve que non seulement les Romains se sont probablement empoisonnés avec leur "eau du robinet" et de fontaine (qui contenait environ 100 fois plus de plomb environ que l'eau de source[3]) et via leurs récipients d'étain contenant du plomb[5], mais - au vu des teneurs en plomb trouvées dans les sédiments de cette époque - il est permis de penser que le poissons, les poulpes, les mollusques, les oursins et les crustacés pêchés dans le port et à son aval aient aussi pu être contaminés par le plomb[4] ; au détriment des écosystèmes marins locaux (et des oiseaux marins et de rivages) d'une part, et aussi au détriment de la santé des consommateurs de ces produits de la mer, qui étaient à l'époque des mets très appréciés de l'aristocratie et de la population romaine. D'autres grandes villes romaines ont probablement des problèmes similaires dont Naples[6].

### Du moyen-âge à l'époque moderne
Dans les siècles qui suivent longtemps les réseaux de distribution d'eau sont du ressort du fontainier qui collabore activement avec les plombiers ouvriers  spécialisés  dans le travail du plomb mais aussi les pompiers, les spécialistes des pompes. Les installations sont alors essentiellement publiques (fontaines, etc.). Ce n'est qu'à partir du début XIXe siècle qu'elles se répandent progressivement à l'intérieur des appartements. L'invention du premier WC (Water Closet), qui devient ensuite le « cabinet d'aisance avec réservoir de chasse » est à lui seul un grand pas vers la modernité, en introduisant les groupes sanitaires dans les immeubles.

## Objectifs
Les objectifs de la plomberie visent à permettre une meilleure  hygiène et faciliter la vie en société en permettant de rencontrer les besoins fondamentaux biologiques de l'être humain. On sait déjà  que respirer, boire et évacuer les déchets est fondamental et essentiel. La grande concentration d'humains sur de petits territoires oblige à de telles mesures sanitaires.
Améliorer la salubrité des résidences, des villes par les techniques de la plomberie, la construction des services d'égouts et d'aqueducs. On peut comparer les services rendus par la plomberie à ceux qui l'ont été par l'invention de la collecte des vidanges par monsieur Poubelle. La santé des citadins a pu s'améliorer et permettre la croissance des villes dans des conditions d'hygiène en dépit de l'augmentation de la population sur un espace restreint de territoire.

## Le drainage des appareils de plomberie
Pour obtenir une bonne efficacité du renvoi d'un appareil, des évents sont nécessaires pour permettre le passage de l'air. Quand nous mettons de l'huile dans le moteur d'un véhicule à partir d'une canette métallique, on perce le dessus du contenant à deux endroits opposés sur le couvercle. Le but est de permettre un écoulement régulier par l'introduction d'air dans la boite. La même procédure s'applique pour la tuyauterie afin de faciliter la vidange des appareils sans que le siphon se désamorce à la fin du cycle.

## Principes en Amérique
L'installation de la plomberie est régie en Amérique du Nord par des codes d'installation strictes de type directifs et/ou de performance.
Les codes directifs obligent l'installateur à faire ceci ou cela. Le code de performance décrit le rendement minimum que l'installation doit rencontrer. Les nouveaux codes en préparation sont des codes de performance.
Pour obtenir le droit de travailler dans sa spécialité, l'artisan obtient sa carte de compétence après avoir suivi un cours plus ou moins long dépendant de la spécialité embrassée. Des stages de formation viennent compléter les études : en 2009 l'entrepreneur doit posséder sa carte de compétence pour le gaz naturel, pour la vapeur, les gicleurs, la soudure de pipeline, en fonction de sa spécialité.
Pour travailler dans le domaine institutionnel, commercial ou industriel le plombier doit savoir lire les plans, connaître les mesures de sécurité, avoir une expérience des matériaux, leur manipulation, leur installation, de leur résistance, connaitre les supports et ancrages appropriés, etc.

## Distribution d'eau (courbe de Hunter)
Le Dr Roy B. Hunter du National Bureau of Standards, actuellement NIST, a développé des tables pour déterminer les charges de la demande pour les appareils de plomberie. Ces courbes basées sur la probabilité simultanée d'utilisation des appareils, a permis d'élaborer un graphique de la demande pour éviter le sous ou sur-dimensionnement de la tuyauterie. Ce graphique simple à utiliser est reconnu comme fiable par la communauté des concepteurs et ingénieurs.
La courbe de Hunter a été construite à partir de l'appareil unitaire qui s'appuie sur le débit d'eau du plus petit appareil de plomberie (le robinet d'un lavabo vaut un appareil unitaire).
Il s'agit d'un outil auquel le concepteur doit ajouter son jugement, parce que cette courbe ne peut être utilisée pour un réseau municipal ou un gros édifice à logements (un édifice multi-logements). Les théâtres, arénas, lieux de rassemblement publics font partie des exceptions qui sortent de la courbe ; par exemple : quand il y a une partie d'un sport national à la télé, entre les périodes de jeu tout le monde va uriner en même temps, ce qui fausse cette courbe de demande.

## Matériaux
(avril 2018).
Le contenu est difficilement compréhensible vu les erreurs de traduction, qui sont peut-être dues à l'utilisation d'un logiciel de traduction automatique.
Les matériaux utilisés pour la tuyauterie sont :
- l'acier inoxydable ;
- l'argile ;
- le bambou ;
- le cuivre ;
- le laiton ;
- le verre ;
- les thermoplastiques pour aqueduc : PVC, PE, PP ;
- le ciment : amiante-ciment pour aqueduc, ciment armé pour le pluvial ;
- la fonte : fonte grise centrifugée pour le sanitaire, fonte ductile pour aqueduc ;
- l'aluminium doublé de thermoplastique pour le pluvial ;
- la glaise vitrifiée pour le drainage souterrain ;
- d'autres matériaux approuvés pour une utilisation spécifique.

Parmi ces matériaux, le plombier utilise préférentiellement ceux qui relèvent de la mécanique appliquée au bâtiment, notamment ceux destinés au sanitaire. La tuyauterie pluviale (drainage, etc.)[à vérifier], au-delà d'un mètre à l'extérieur de l'édifice, relève quant à elle du génie civil.
Les raccordements entre les tuyaux peuvent être faits par :
- joints mécaniques,
- compression (pour les tuyaux de fonte, certains tuyaux de plastique et de glaise vitrifiée),
- étoupe/plomb pour les tuyaux de fonte avec cloche,
- joints taraudés ou joints filetés ou soudage pour les tuyaux d'acier,
- brasage pour les tuyaux de cuivre,
- ciment pour les tuyaux de ciment,
- fusion pour les tuyaux de plastique,
- joints toriques pour les tuyaux PER ou IPEX[Quoi ?].

Le choix de la robinetterie est important selon le produit qui est acheminé dans la tuyauterie et en fonction de l'application. Lorsque l'utilisation de pompes s'impose, une attention particulière doit être apportée à la cavitation qui peut se produire dans certaines applications et/ou circonstances.
Ainsi pour contrôler des gaz, un robinet à pointeau ou un robinet à boisseau sera utilisé plutôt qu'un robinet vanne.
Un robinet à boulet, ou robinet à bille, peut avantageusement remplacer un robinet à vanne pour les petits diamètres. Les robinets à soupape ou à jupe se prêtent mieux au contrôle du débit. Le robinet à vanne sert à arrêter le passage du fluide et non à en contrôler le débit. Une vanne papillon offrira un service semblable à la vanne pour les grands diamètres (64 mm et plus), elle peut aussi servir au contrôle du débit avec une certaine efficacité.
Les raccordements cuivre/acier sont à éviter. L'usage d'un raccord de bronze ou d'un joint diélectrique permet d'éviter la corrosion galvanique.
La tuyauterie rigide doit être supportée à intervalles tandis que la tuyauterie flexible doit être supportée sur toute sa longueur. Il est important de noter que pour les édifices en hauteur et les édifices où il y a rassemblement de nombreuses personnes, des ancrages parasismiques doivent être ajoutés comme dans les hôpitaux, arénas et les lieux publics.
Étant donné la grande diversité des matériaux, la disponibilité de ceux-ci, le travail du choix final implique aussi la responsabilité de l'entrepreneur installateur et ainsi la responsabilité de l'ingénieur. Le représentant de la compagnie qui vend ou fabrique les nouveaux matériaux sur le marché fait connaître ceux-ci à l'ingénieur et à l'entrepreneur. L'expérience vient des mauvais essais relatifs au non-respect des garanties ou de la non performance des données publiées au départ[pas clair]. Il est aussi possible qu'une mauvaise application d'un bon produit cause le problème.
Lors de grands projets, c'est l'ingénieur en mécanique appliquée au bâtiment qui spécifie les matériaux à utiliser, prépare les plans et devis, surveille l'exécution des travaux, et/ou assume la responsabilité de l'installation et/ou partage celle-ci pour autant que toutes les règles de l'art aient été respectées par l'entrepreneur en plomberie.

## Application géographique
Le travail du plombier s'arrête à un mètre du mur extérieur du bâtiment. À partir de là jusqu'à l'égout public ou à la fosse septique, c'est l'égout de bâtiment. Les travaux pour l'égout de bâtiment sont plutôt exécutés par l'entrepreneur général tout comme le terrassement, le pavage, etc.
Le terme plomberie couvre plusieurs corps de métiers. Tous visent à la mise en pratique de principes scientifiques (ingénierie) comme la thermodynamique, la gravitation, la viscosité des fluides, pour le confort et la salubrité. (les sciences biologiques et médicales sont intimement reliées à la notion de confort. Le confort est relié au fait que le corps humain est homéotherme ; c'est-à-dire que la température intérieure du corps doit être constante. Le confort, c'est dissiper notre surplus de chaleur à la même vitesse qu'on la fabrique).
Les principes scientifiques sont appliqués en réfrigération (voir Sadi Carnot) (avec un gaz, de l'eau), en chauffage avec un caloporteur (l'eau, le glycol, la vapeur), en protection incendie (par des systèmes de gicleurs automatiques), les systèmes d'extinction incendie au CO2, les systèmes de vacuum, le transport d'huile ou du gaz naturel, air comprimé, gaz médicaux, industrie chimique et pétrochimique, industrie alimentaire, etc.
La plomberie couvre aussi de nos jours le transport de l'eau pour divers usages dont plus usuellement les applications domestiques et résidentielles.
On sait que pour le traitement des eaux usées il est toujours plus facile de purifier l'eau le plus près possible de sa source polluante.
Parmi les applications nouvelles et les matériaux plus facilement utilisables, il y a le PER (PEX en anglais)
Égout de bâtiment :
- Combiné : canalise les eaux pluviales, sanitaires ou industrielles
- Sanitaire : canalise exclusivement les eaux sanitaires
- Pluvial : canalise exclusivement les eaux pluviales

## Applications nouvelles
La plomberie est devenue beaucoup plus accessible aux bricoleurs dans la mesure où il n'est plus nécessaire d'avoir tout l'outillage et le savoir-faire, particulièrement pour le brasage. On trouve actuellement des composants en plastique qui s'assemblent par simple collage (CPVC chlorure de polyvinyle) ou des raccords à visser permettant le raccordement des différents accessoires (robinets, etc.) ou à une ancienne installation en cuivre. Il existe même des tuyaux souples comme le PER (Polyéthylène Réticulé haute densité) pour l'intérieur et le PE (Polyéthylène basse densité) pour l'extérieur (arrosages, fontaines, mares...).
Il reste cependant au bricoleur à savoir schématiser son installation.
Dans cette lignée, il y a aussi le Duratec Système Airline qui est destiné à l'air comprimé et aux gaz. Ce tuyau d'aluminium est chemisé de plastique et est doublé à l'intérieur par du plastique. Les raccords sont dotés de joints toriques.
Notez aussi que le PER est appelé PEX dans le monde anglophone.
Ce système est réputé pour son application en matière de distribution de l'eau dans une résidence unifamiliale, duplex, maison préfabriquée ou roulotte, du plus elle considérée comme très économique. Un outil spécial doit être utilisé pour réaliser de bons raccordements et de bons joints. Cependant, pour les immeubles d'habitation collective de 6 logement et plus ainsi que pour les édifices publics, on recommande l'utilisation du cuivre à cause des propriétés bactériostatiques de ce métal.
Cependant pour une application à logements multiples on devrait augmenter la tuyauterie d'un diamètre à cause des joints et raccords qui ont un diamètre plus petit que la tuyauterie. Cette restriction crée une turbulence dans l'écoulement du fluide, d'où une perte de pression qui oblige à l'augmentation de diamètre de la tuyauterie. Par contre ce type de tuyau flexible permet de sauver sur les raccords et joints tel que coudes 90 ou 45 et permet ainsi d'effectuer les changements de direction par de grands rayons, ce qui facilite l'écoulement linéaire sans turbulence.

## Évacuation des eaux

### Pollution
Pour combattre la pollution des lacs et rivières par les eaux usées, des précautions s'imposent. Le traitement le plus économique et le plus efficace doit être fait à la source.

### Économie de l'eau
Pour éviter la pollution, l'économie des eaux potables est requise. Il est aussi possible de réutiliser les eaux pluviales, en les stockant, et de les utiliser pour l'arrosage des pelouses, pour l'évacuation des cuvettes des appareils sanitaires.

### Types d'eaux «souillées»[8]
Les eaux usées (eaux grises) sont évacuées des éviers, des lavabos, des douches, des baignoires et des lessiveuses. Elles sont qualifiées d'eaux grises et peuvent servir à l'arrosage de terrains, pelouses et jardins. Il y a un potentiel d'économie d'énergie en récupérant la chaleur des eaux grises pour l'appliquer au préchauffage de l'eau chaude domestique. Une étude économique au cas par cas doit être faite selon les régions pour justifier ce type de projet.
Les eaux-vannes (eaux noires) proviennent des cabinets d'aisance (WC) et urinoirs. Elles doivent être évacuées par les services d'égouts publics ou, quand les services publics sont inexistants, elles doivent passer par des fosses septiques et des champs filtrants avant d'être renvoyées dans la nature.
Les eaux usées techniques (eaux récupérées) proviennent des bâtiments de type industriel rejetant des produits toxiques dans leurs laboratoires. Ces eaux doivent être retraitées au sein de la structure industrielle avant d'être rejetées dans le réseau d'eaux usées. Après un traitement adéquat, elles peuvent cependant être réutilisées pour alimenter les urinoirs et toilettes, ou retournées dans la chaîne de l'industrie. (L'eau des tours d'eau des systèmes de réfrigération en est un bon exemple).
Les eaux pluviales et les eaux de surface sont en principe évacuées de préférence via des fossés et/ou des égouts pluviaux. Il n'est généralement pas nécessaire de traiter ces eaux dans les usines d'épuration quand on les renvoie dans la nature. Moyennant un traitement minimal, ces eaux peuvent être récupérées pour alimenter des douches, toilettes et urinoirs. Elles doivent être emmagasinées dans des réservoirs de plastique sombres à l'abri de la lumière pour empêcher la prolifération d'algues. La tuyauterie de distribution devra être aussi en plastique à cause de l'acidité : leur pH se situe entre 4 et 5, ce qui attaque le cuivre et l'acier.
Cependant dans les villes, les 15 premières minutes d'un orage génèrent des eaux noires à la suite du lavage des toitures et rues de la ville. Ces eaux devraient être traitées ; mais elles sont souvent dérivées dans nos rivières à cause des grands volumes de pluie qui dépassent la capacité maximale que les systèmes d'épuration peuvent traiter.
Dans le cas des bâtiments avec de nombreux utilisateurs, une petite usine d'épuration peut être requise quand les services d'égouts sont absents (voir usine d'épuration).
En principe, il est toujours préférable et plus facile d'effectuer le retrait des substances polluantes le plus près possible de la source. Par exemple, quand on utilise des produits radioactifs dans un hôpital, si ce produit est rejeté à l'égout sans être retiré, il va polluer les boues de l'usine d'épuration. Une fois contaminées, celles-ci deviennent inutilisables. Le même raisonnement s'applique aux médicaments, aux produits chimiques, aux pesticides et à certains produits domestiques non biodégradables, tel le phosphate.

## Dans la société

Centre Beaubourg, à Paris

### Plomberie, eau potable et société
En 2010, grâce aux efforts du World Plumbing Council , le 11 mars est devenu la journée mondiale de la plomberie. Cette journée a pour but de faire mieux connaître l'importance de la plomberie dans la question de l'accès à l'eau potable.

### Architecture

#### Ornement de toitures
Eugène Viollet-le-Duc (1814-1879) appelle plomberie les « Ouvrages en plomb battu ou fondu, destinés à couvrir les édifices, à conduire les eaux, à revêtir des charpentes exposées à l’air. » Il désigne ainsi également les ouvrages de décoration, tels les crêtes et les épis, qui chapeautent le sommet des toits en pente et souvent réalisés en plomb.

#### Bâtiments
- Le centre national d'art et de culture Georges-Pompidou, dit « centre Beaubourg »: inauguré en 1977, il fit scandale notamment pour ces tuyauterie apparentes[12].

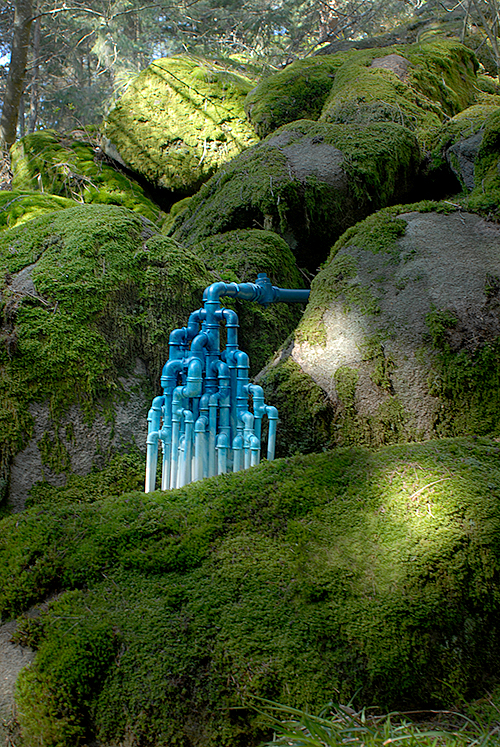
exemple de sculpture utilisant la plomberie

### Arts plastiques et sculptures
Comme la plupart des activités artisanales, la plomberie est régulièrement revisitée par des artistes amateurs ou professionnels.